# 田中禎之助
田中 禎之助（たなか ていのすけ、1903年 - 1958年8月7日）は、東京府出身のプロボクサー。

## 概要
戦前におけるジュニアライト級（大日拳認定）およびライト級チャンピオン。日本ボクシング草創期の強豪。左フックを得意とし、その技巧で“日本のカルパンチェ”と言われたテクニシャンだった。
1922年創立間もない日本拳闘倶楽部（日倶）に入門、頭角を現し荻野貞行、横山金三郎、久場清らとともに“日倶の四天王”と呼ばれる。1924年、師である渡辺勇次郎の時期尚早との制止を振り切り荻野らと上海遠征を敢行し敗北を喫して帰国、これが原因で日倶を破門された。
その後神戸の大日拳に移り同年大日拳認定のジュニアライト級チャンピオンとなる。1927年6月4日、グレゴリー・サデリンを破りライト級チャンピオンに。のち「クインズベリー倶楽部」を創立、選手として活躍する傍ら後進の指導に当たった。
1929年10月30日、新進の強打者平川末男に17回ダウンさせられる屈辱の2回KO負けを喫した後は熊谷二郎、ヤング・ゴンザロらにも敗れ、1932年に引退。
引退後は早稲田大学などでコーチをした後、中部電力に勤めた。1958年、心臓マヒで死去。